# Жамбек
Жамбек (мађ. Zsámbék,   или   ) је насеље у централној Мађарској. Жамбек је град у оквиру пештанске жупаније.

## Географија

### Локација
Жамбек се налази 30 km западно од Будимпеште дуж аутопута М1 у планинама Герече. Суседна села су Ток, Пербал, Пати, Херцегхалом, Мани, Бичке и Сомор.

## Историја
Жамбек је насељен још од палеолита. Током своје историје, према археолошким налазима, видео је келтско, римско и аварско становништво. Ту су пронађени остаци келтске кочије, као и бронзана труба.
Током 1180-их, супруга Беле III, Маргарета Капет, која је била полусестра француског краља Филипа Огиста, дала је земљу око села витезу по имену Ајнард, у знак признања за његову службу краљу јер је безбедно пратио Маргарету од Париза до Естергома 1186. Његово порекло је нејасно, али би сигурно био изабран за војну одговорност од оних којима је француски краљ веровао. Једина особа која се може идентификовати у краљевој пратњи по имену Ајнард је својевремено био виконт од Лиможа, кога је англо-нормански суд Хенрија II ставио ван закона 1183. Ова особа је убијена у Паризу 1199. године. Ајнардова породица је изградила Премонстратска црква почиње 1220.
Црква је уништена 1241. године током монголских инвазија. Након разарања, за време владавине Беле IV, црква и манастир су обновљени. Позиционирано на важној трговачкој рути, на пола пута између Естергома и Секешфехервара и близу Будима, село је брзо расло.
Године 1467. Матија Корвин је дао права на варош. Такође је дао тврђаву свом сину Јаношу Корвину.
Године 1541. турске трупе су заузеле тврђаву и држале је 145 година. За време ове окупације подигли су и турско купатило чије се рушевине и данас виде у селу.
Ту се 1686. године борио против Турака генерал Јанош Боћан. Касније је породица Зичи постала земљопоседници у региону, а они су и обновили замак.
Земљотрес 1763. године поново је уништио цркву. Након овог стравичног догађаја црква није реконструисана. Досељеници из Немачке, који су после турске окупације дошли да живе у напуштеном селу, однели су камење из цркве и искористили за изградњу кућа и ограда. Много црквеног камена и данас се налази у зидовима старијих кућа.

## Становништво
Током пописа 2011. године, 85,4% становника изјаснило се као Мађари, 0,5% као Роми, 0,2% као Пољаци, 6,4% као Немци, 0,7% као Румуни и 0,2% као Словаци (14,4% се није изјаснило). 
Верска дистрибуција је била следећа: римокатолици 42,3%, реформатори 11,1%, лутерани 0,9%, гркокатолици 0,8%, неденоминациони 14% (29,2% се није изјаснило).